# География Австралии
Австралия — континент и страна в Южном полушарии Земли.
Площадь страны составляет 7 692 024 км² (вместе с о. Тасмания и др.).

## Рельеф

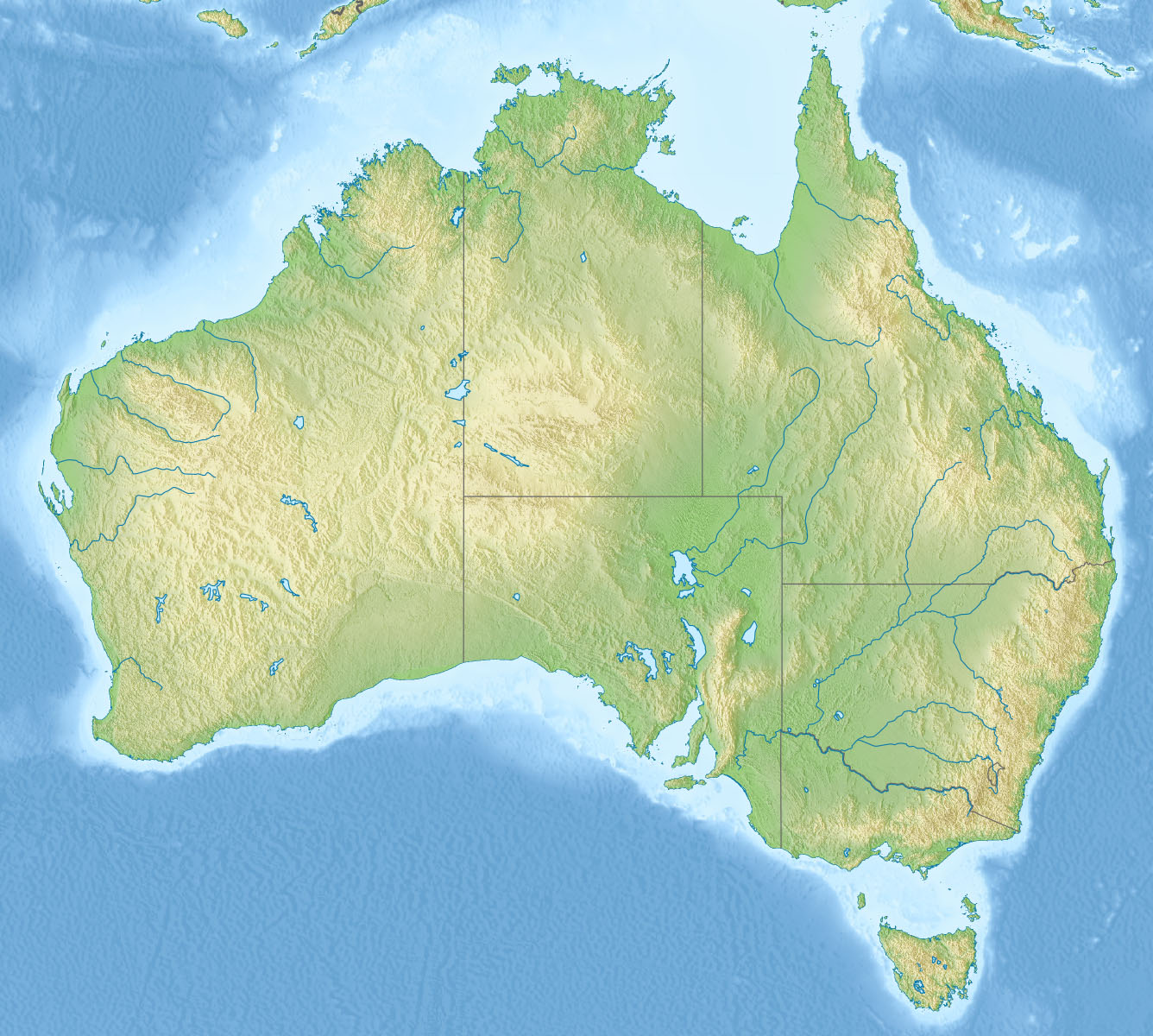
Физическая карта Австралии

Положение Австралии на земном шаре (включая притязания на Антарктику)

Австралия — самый маленький, плоский и сухой материк Земли (40 % её площади расположено в тропиках, одна треть — пустыня, две трети — пограничная зона).
Средняя часть Австралии — низменность с впадиной, где расположено озеро Эйр. Западная часть — плоскогорье (400—500 м) с отдельными хребтами и столовыми горами. Вдоль северо-восточного побережья Австралии располагается Большой Барьерный риф — крупнейший коралловый риф в мире, протянувшийся на 2000 км вдоль восточного побережья.
Восточная часть Австралии занимает Большой Водораздельный хребет и Австралийские Альпы. Самая высокая точка Австралии — гора Косцюшко, 2228 м.

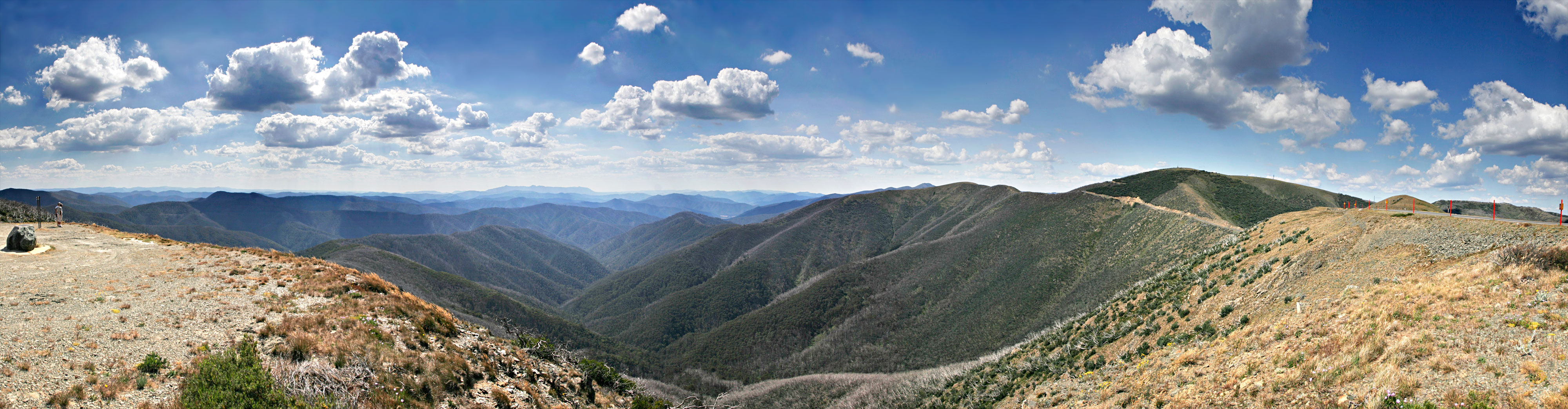
Австралийские Альпы

### Геология
Австралия — наиболее низменный, плоский и старейший материк на Земле, имеющий относительно стабильную геологическую историю.
В Австралии наибольшую площадь занимает зона пустынь с годовым количеством осадков до 200—250 мм, но из-за интенсивного испарения (200—300 мм в год) с высоким индексом сухости (3 и более) преобладают ландшафты песчаных пустынь с эпизодическим поверхностным стоком; значительные запасы подземных вод поддерживают существование злаков. Плато и плоскогорья заняты каменистыми пустынями с редкими ксерофитными кустарниками, с широким развитием реликтовых латеритных кор выветривания. Современные коры — солевые, главным образом гравий- и гипсово-сульфатные, занимают наибольшую площадь в пустынях Центрального бассейна, где широко развиты глинистые и глинисто-солончаковые галофитные пустыни.

### Пустыни
Крупнейшие пустыни Австралии: Большая Песчаная, пустыня Гибсона, Большая пустыня Виктория, Симпсон.

### Реки

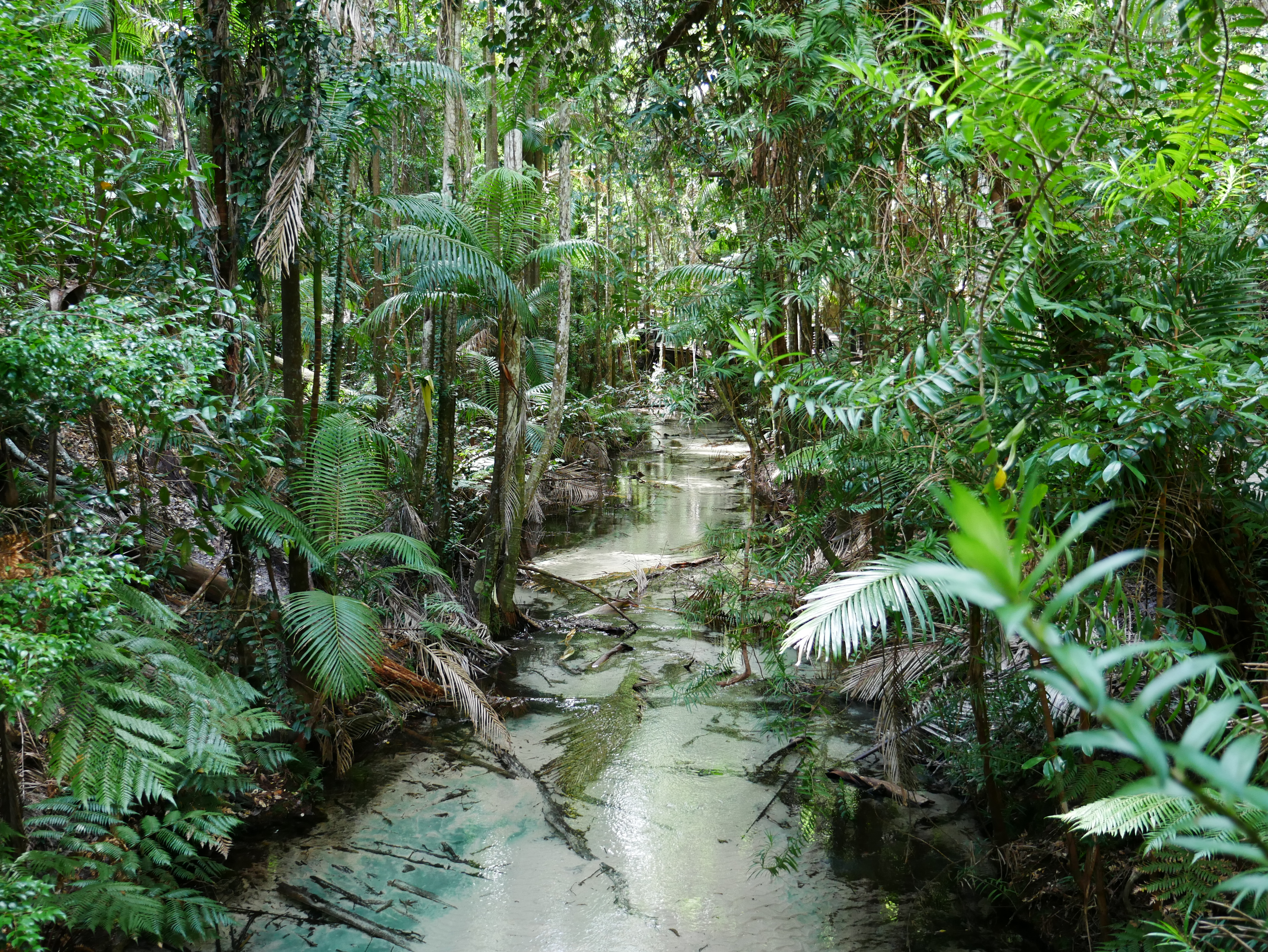
Ручей в австралийском тропическом лесу

Основные реки Австралии: Дарлинг, Лаклан, Маррамбиджи и Муррей.
Общий объём годового стока — 350 км³ (меньше, чем на других материках). Слой стока на большей части Австралии — около 50 мм в год, лишь на наветренных склонах Большого Водораздельного хребта 400 мм и более. 7 % площади Австралии принадлежат бассейну Тихого океана, 33 % площади — бассейну Индийского океана. 60 % территории материка занимают области внутреннего стока с редкими временными водотоками — криками. Крупные и длинные крики принадлежат бассейну озера Эйр (Купер-Крик, Дайамантина и др.). Сток в криках наблюдается только после эпизодических летних ливней. На карстовой равнине Налларбор поверхностный сток отсутствует. Большинство рек внешнего стока короткие, с невыработанным продольным профилем и неравномерным режимом стока, судоходны только в низовьях, имеют преимущественно дождевое питание.
На реках Австралии расположены сотни живописных водопадов. Самый высокий водопад страны — Уолламен, чья высота составляет 305 метров.

## Национальные парки

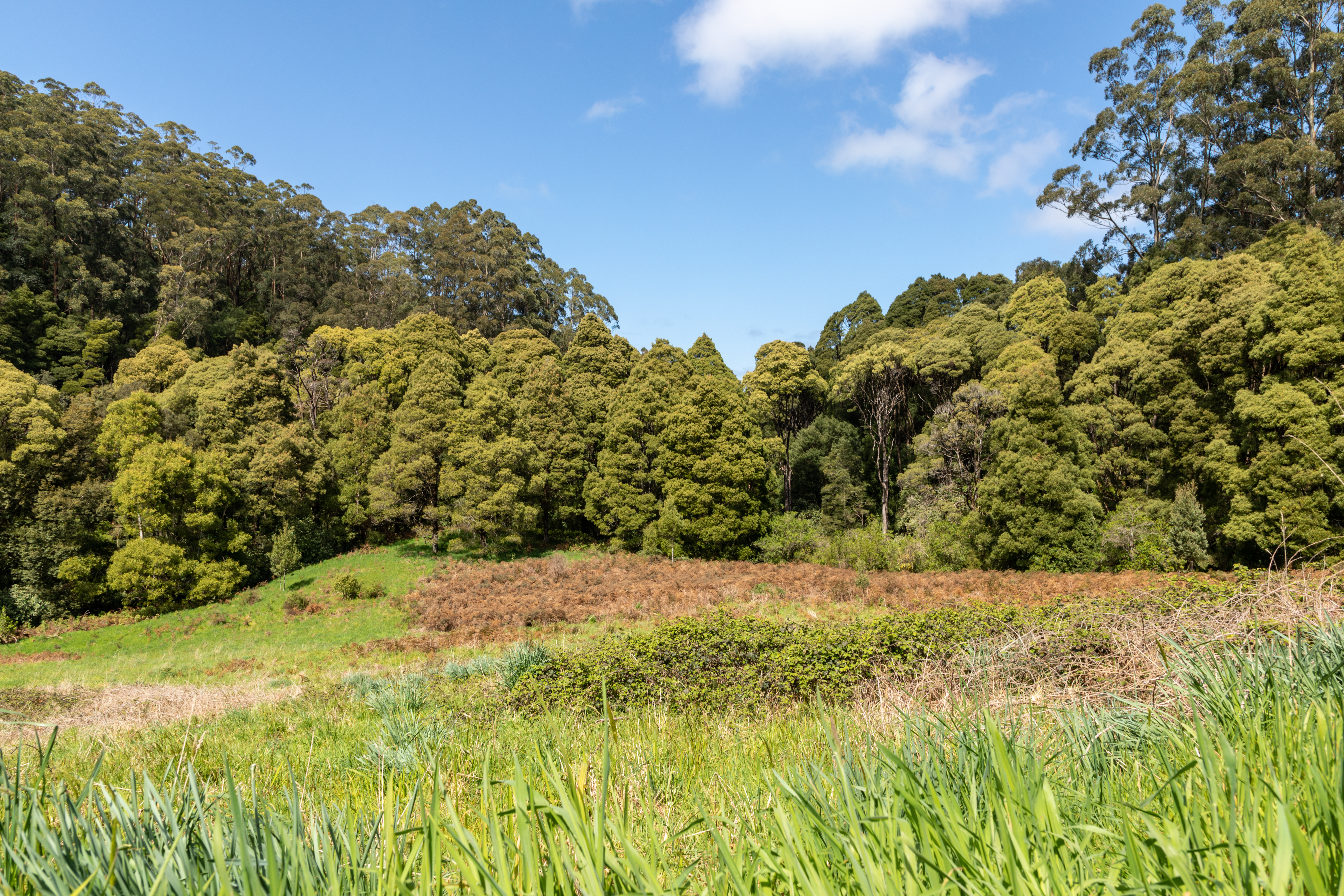
Лес в штате Виктория

### Озёра и водохранилища
См. Список озёр Австралии и Список плотин и водохранилищ Австралии

## Климат

Климатическая карта Австралии

Бо́льшая часть Австралии имеет тропический континентальный сухой или крайне сухой климат, на востоке (за барьером гор) — влажный; северная часть — в зоне субэкваториального климата (на краях Северной территории и в северной части полуострова Кейп-Йорк — муссонная разновидность), на юго-западе и юго-востоке побережье, а также в Тасмании — субтропический морской климат.
Бо́льшая часть Австралии лежит в тропиках, север — в субэкваториальных широтах, юго-запад — в субтропиках.
Уровень осадков весьма нестабилен — часто засухи длятся несколько сезонов подряд. Время от времени случаются пылевые бури, способные накрыть целый регион или даже несколько штатов. Имелись случаи больших торнадо. В некоторых местах серьёзной угрозой для местного ландшафта являются увеличение уровня солёности почвы и опустынивание.
Положение Австралии в тропиках/субтропиках и холодные течения на западном берегу способствуют тому, что большая часть Западной Австралии представляет собой засушливую пустыню. Эти холодные течения дают недостаточное количество влаги, поступающей вглубь континента. Почти 70 % площади Австралии занимает аутбэк.

## Стихийные бедствия
К естественным природным угрозам в Австралии относят циклоны вдоль северного побережья, сильные штормы, засухи, случающиеся время от времени наводнения и периоды аномальной жары, а также частые лесные пожары.